# Castillo de la Real Fuerza
Das Castillo de la Real Fuerza (deutsch: Festung der königlichen Streitkräfte) ist eine Festung auf der westlichen Seite des Hafens von Havanna in Kuba beim Plaza de Armas. Ursprünglich errichtet, um die Stadt vor Piratenangriffen zu schützen, lag die Festung in einer schlechten strategischen Position zu tief im Inneren des Hafens. Das Castillo ist die älteste von Europäern erbaute Festung Amerikas und gehört seit 1982 wie die gesamte Altstadt Havannas zum UNESCO-Weltkulturerbe. Sie wurde im 16. Jahrhundert gebaut und gilt als unverwechselbares Beispiel militärischer Architektur aus der Zeit der spanischen Kolonialherrschaft in der Karibik. Die bronzene Wetterfahne in Frauengestalt auf ihrem Glockenturm wird La Giraldilla genannt (vom spanischen Wort giralda = Wetterfahne in Menschen- oder Tiergestalt) und gilt als inoffizielles Wahrzeichen Havannas.

## Geschichte
Nach der Zerstörung der alten Festung Havannas durch den französischen Freibeuter Jacques de Sores begann am 1. Dezember 1558 der Bau des Castillo de la Real Fuerza, ursprünglich bekannt als Fuerza Nova (Neue Armee).
1577 wurde die Festung durch die Arbeit französischer Gefangener und Sklaven fertiggestellt.